# Daniël Sabanovic
Daniël Sabanovic (Nederhorst den Berg, 17 juli 1979) is een Nederlandse karateka uitkomend voor de Karate-do Bond Nederland.
Sabanovic is de laatste Nederlandse karateka die bij de senioren de wereldtitel heeft kunnen grijpen (in de klasse Male Kumite -80 Kilogram). Ook staat Sabanovic in diezelfde categorie eerste in de All-Time Ranking van de Wereld Karate Federatie. DaniDynamite wordt gezien als een van de beste karateka's in de geschiedenis van het Nederlandse karate. Dit vanwege de vele medailles die hij Nederland heeft opgeleverd, zowel als sporter als coach.

## Erelijst

### Wereldkampioenschappen[3]
- Open 2006,  Finland
- -80 kg 2004,  Mexico
- -80 kg 2002,  Spanje
- -80 kg 2000,  Duitsland

### WK Junioren[1]
- -80 kg 1999,  Bulgarije

### Europese kampioenschappen[3]
- Open 2008,  Portugal
- -80 kg 2005,  Spanje
- -80 kg 2004,  Rusland
- -80 kg 2003,  Duitsland
- -80 kg 2002,  Estland
- Open 2001,  Bulgarije
- -80 kg 2001,  Bulgarije